# Кузьминское кладбище (Москва)
Кузьми́нское кладби́ще — московское кладбище, расположенное в районе Выхино-Жулебино Юго-Восточного административного округа столицы. Состоит из двух частей: Центральной и Мусульманской площадью 42,85 га и 2,38 га соответственно.

## История

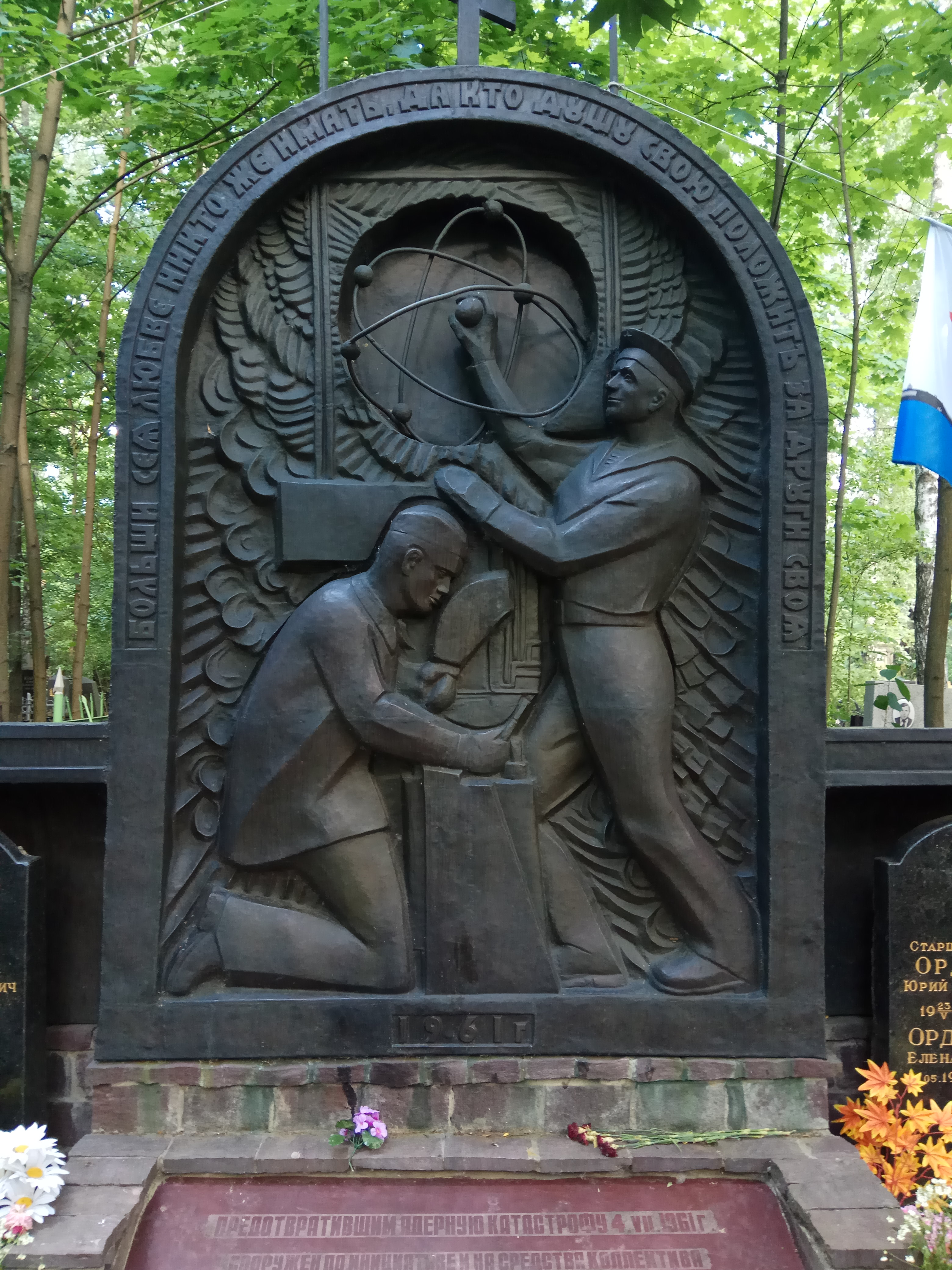
Мемориал погибшим в результате аварии на К-19 подводникам, Кузьминское кладбище

Название получило от села Кузьминки, пожалованного в начале XVIII в. Петром I своему другу и помощнику Григорию Строганову. Здесь новым хозяином была построена усадьба, в которой для приезда государя был отведён отдельный дом.
После кончины Г. Д. Строганова в 1715 году его вдова начала строительство деревянной церкви Влахернской иконы Божьей матери (ул. Академика Скрябина, д. 1). Храм был освящен в 1720 году. Тогда же Кузьминки получили и другое название — Влахернское. В 1753 году имение как приданое невесты перешло во владение князей Голицыных и принадлежало им до 1917 года.
В 1759—1762 годах вместо сгоревшей деревянной церкви был возведён новый каменный храм по проекту архитектора И. П. Жеребцова, в 1794—1798 годах перестроен архитектором Р. Р. Казаковым. Церковь была выдержана в стиле классицизма и украшена круглым световым барабаном с главкой-бельведером и тосканскими портиками. Такой она сохранилась до наших дней.
Изначально кладбище располагалось на территории Кузьминского лесопарка, остатки некоторых памятников там можно найти до сих пор. В 1960-е годы большая часть захоронений была перенесена с территории парка на территорию современного кладбища.
В 1961 году на кладбище были похоронены пятеро моряков-подводников, погибших в результате радиационной аварии на атомной подводной лодке К-19. В 1998 году на их могилах возведён монумент, впоследствии добавлены ещё несколько могил, в том числе первого командира лодки Н. В. Затеева.
На кладбище похоронено 22 Героя Советского Союза, множество актёров и спортсменов, также именно здесь похоронены родители Ю. М. Лужкова — Михаил Андреевич и Анна Петровна и родители А. Б. Пугачёвой — Борис Михайлович и Зинаида Архиповна.

## Расположение кладбища
Кладбище расположено на нечётной стороне Волгоградского проспекта, между домами 177 и 179. С востока Центральная часть ограничена Сормовской улицей, также разделяющей Мусульманскую и Центральную части. С севера кладбище выходит на Сормовский проезд. Главный вход — с улицы Академика Скрябина, другие входы —  с Сормовской улицы (на противоположном конце главной аллеи) и с Волгоградского проспекта.
Проезд — от станции метро «Рязанский проспект», авт. № 29 до ост. «Ул. Академика Скрябина»; от станции метро «Кузьминки», авт. № 159.